# Cupa Primăverii Divizia A 1957

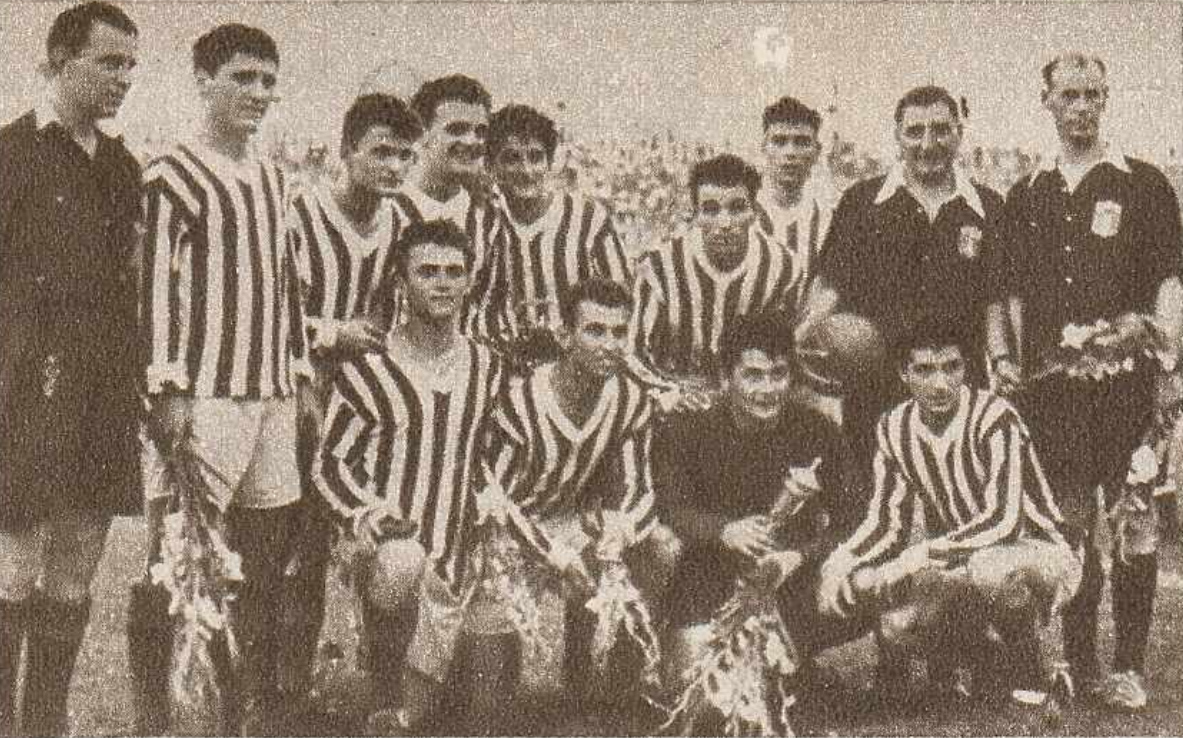
Locomotiva București a câștigat Cupa Primăverii

Nu s-a jucat nicio ligă din cauza revenirii la ritmul de toamnă/primăvară. Un turneu neoficial a avut loc în primăvară, Cupa Primăverii.

## Format
Competiție neoficială cu faza grupelor și finală care înlocuia competiția de ligă care revenea la modul toamnă-primăvară.

## Grupa 1
```
1. Stiinta Timișoara          10   6  2  2  24-17  14 (C)
2. C.C.A. București           10   6  1  3  29-13  13
3. Energia Ploiești           10   4  2  4  19-22  10
4. Progresul București        10   3  3  4  22-21   9
5. Dinamo Brașov              10   2  3  5  16-26   7
6. Energia Tîrgu Mureș        10   2  3  5  14-25   7
```

## Grupa 2
```
1. Locomotiva București       10   6  2  2  20-11  14 (C)
2. Energia Petroșani          10   4  3  3  15-18  11
3. Dinamo București           10   4  2  4  21-15  10
4. Energia Brașov             10   4  2  4  14-12  10
5. Progresul Oradea           10   1  6  3  12-17   8
6. Flamura Roșie Arad         10   2  3  5  11-20   7
```

* Calificare în finală.

## Finala Cupei
Locomotiva București - Stiința Timișoara 3-1 (după prelungiri)